# Crinum woodrowii
Crinum woodrowii är en amaryllisväxtart som beskrevs av John Gilbert Baker. Crinum woodrowii ingår i släktet Crinum, och familjen amaryllisväxter. Inga underarter finns listade i Catalogue of Life.

## Bildgalleri

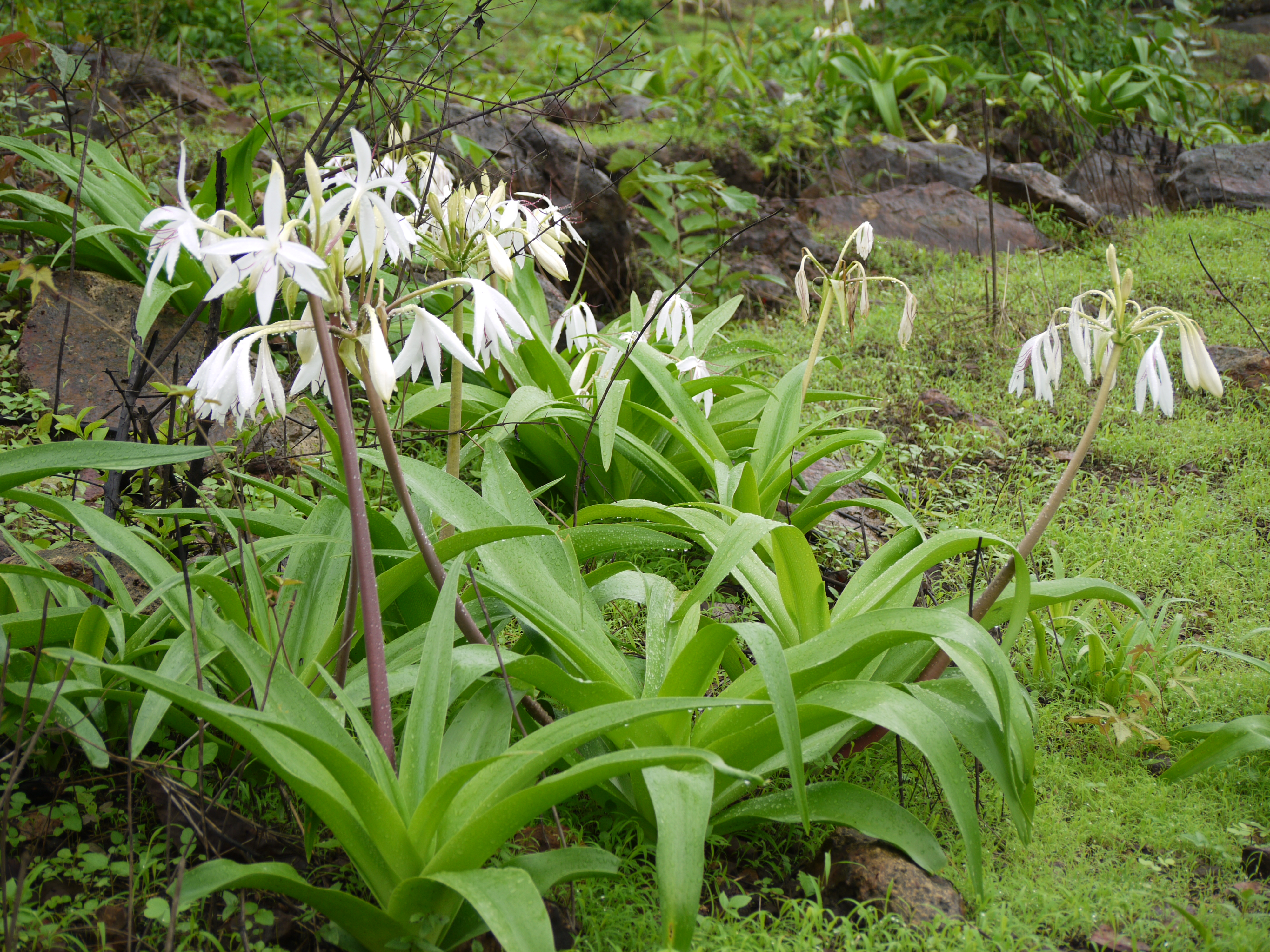